# Bay Center
Bay Center (korábban Bay Centre) az Amerikai Egyesült Államok északnyugati részén, Washington állam Pacific megyéjében elhelyezkedő település.
Bay Center önkormányzattal nem rendelkező, úgynevezett statisztikai település; a Népszámlálási Hivatal nyilvántartásában szerepel, de közigazgatási feladatait Pacific megye látja el. A 2010. évi népszámlálási adatok alapján 276 lakosa van.
A helység postahivatala 1876 óta működik. A település nevét azért kapta, mert a willapai kikötő által elfoglalt terület közepén található.

## Népesség
A település népességének változása:
| Lakosok száma | 174  | 276  | 253  |
|               | 2000 | 2010 | 2020 |

## Nevezetes személyek
- Colin Cowherd, műsorvezető[6]
- Lum Ju, kivégzett gyilkos[7]

## Fordítás
- Ez a szócikk részben vagy egészben  a   Bay Center, Washington című angol Wikipédia-szócikk ezen változatának fordításán alapul.  Az eredeti cikk szerkesztőit annak laptörténete sorolja fel. Ez a jelzés csupán a megfogalmazás eredetét és a szerzői jogokat jelzi, nem szolgál a cikkben szereplő információk forrásmegjelöléseként.